# Torre di Conoz
La torre di Conoz (tour de Conoz in francese) è la più importante delle torri della frazione omonima del comune di Châtillon, in Valle d'Aosta, lungo la via Francigena. Si tratta della torre più settentrionale del villaggio, a vedetta della collina tra Châtillon e Saint-Vincent.
Si trova lungo il sentiero turistico n. 6 che, partendo dalla chiesa parrocchiale di Châtillon, costeggia il parco del castello Passerin d'Entrèves e porta a Promiod.

## Le torri di Conoz
Delle tre torri appartenenti alla nobile famiglia Barmaz, poste a nord, a sud e a est di Conoz, quella a nord è l'unica ancora riconoscibile come tale, mentre la costruzione ad est del paese solo impropriamente viene definita torre.

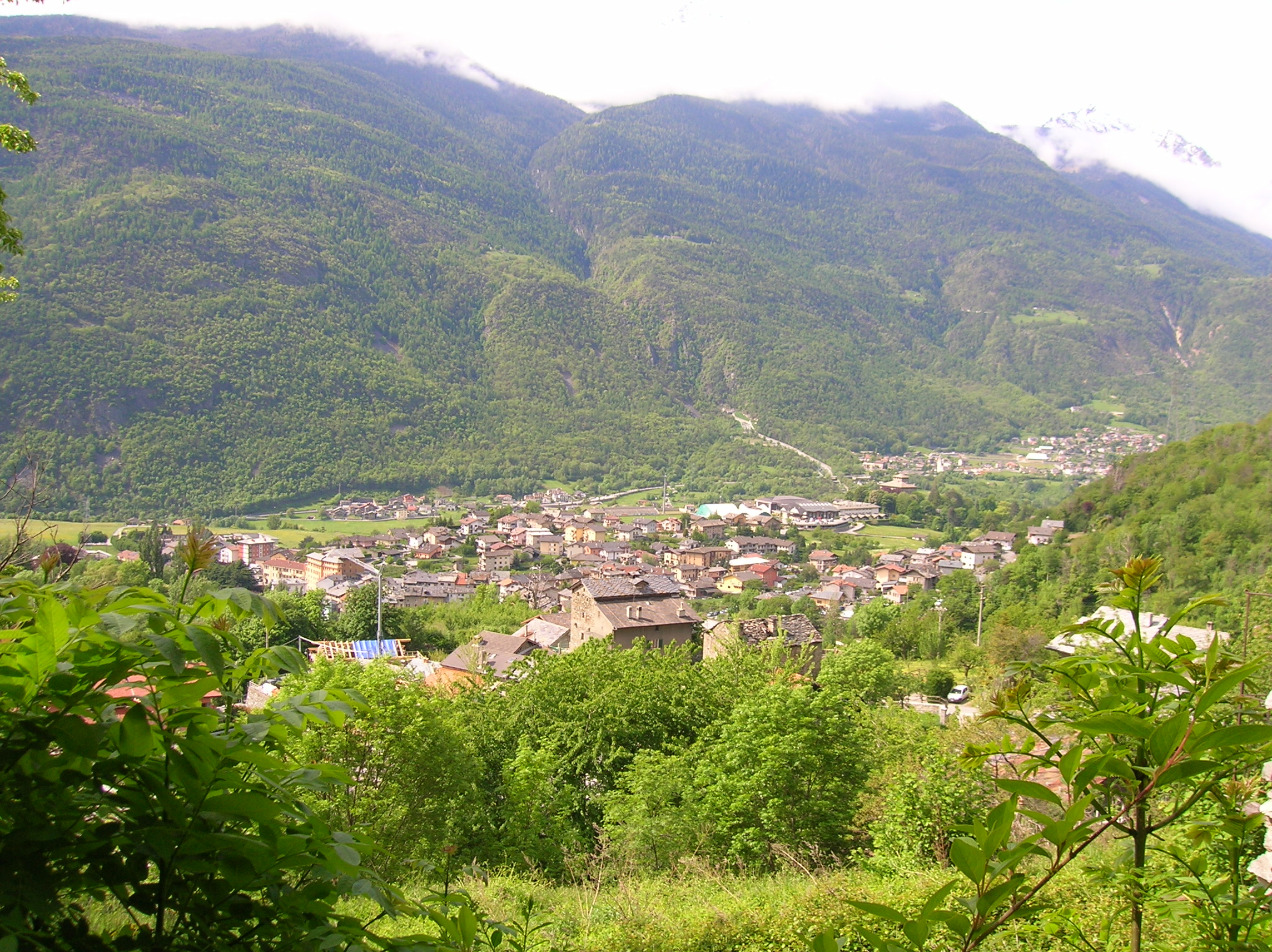
La Torre di Conoz a Nord del villaggio.
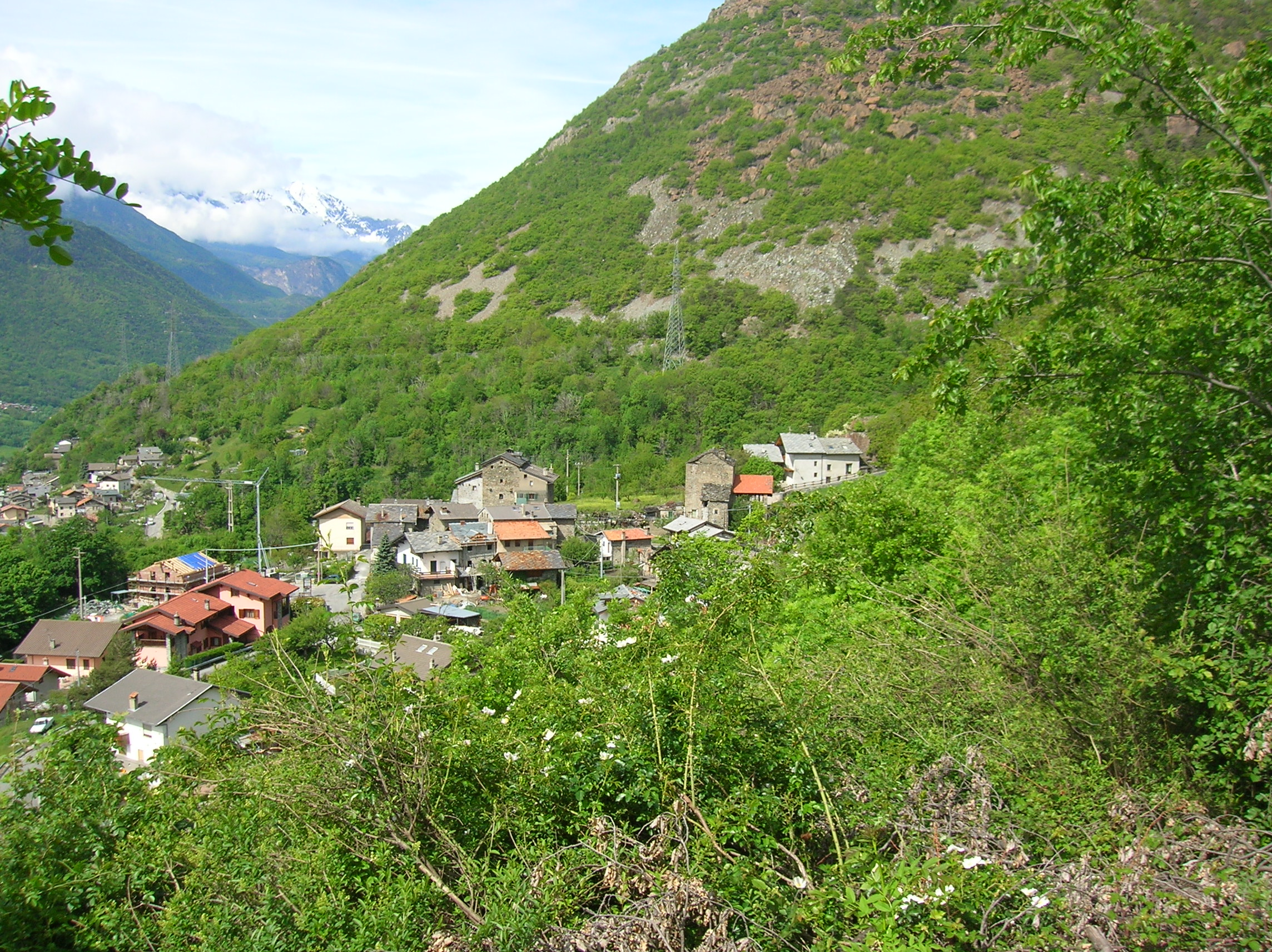
Le altre due torri di Conoz.

## Storia
Secondo una leggenda, le tre torri vennero fatte costruire dalle tre sorelle nubili ultime discendenti della famiglia, ricchissime e anziane. I nobili Barmaz, dalle oscure origini e non censiti nei volumi che trattano di nobiltà valdostana, si estinsero alla fine del XVII secolo.
L'ipotesi tradizionale attribuisce la torre al XVII secolo, poco prima dell'estinzione della famiglia, ma lo studioso di castellologia valdostana André Zanotto, analizzandone gli elementi strutturali e stilistici, ritiene che la torre nord, quella che comunemente viene chiamata torre di Conoz, sia più antica e di epoca feudale. A favore di questa ipotesi ci sarebbe anche un indizio in un documento del 1305 che cita il nome di Brunetus de Cono de Labarme, uomo fedele ai signori di Cly e servitore del vescovo di Aosta.
Per Lin Colliard, la torre settentrionale e la torre meridionale risultavano in buono stato di conservazione negli anni settanta, mentre la torre ad est della frazione sarebbe rimasta incompiuta fin dalla sua costruzione per la morte prematura della proprietaria committente.
Per la riqualificazione e il restauro delle torri di Conoz e di d'Emarèse il comune di Châtillon nel 2012 ha indetto un bando di idee. Il graduale recupero delle torri prevede il cambio di destinazione d'uso, probabilmente adibendole a strutture ricettive extra-alberghiere.

## Architettura
La torre presenta una base quadrangolare e nella struttura sono ancora leggibili le feritoie..
Oggi il complesso comprende la torre vera e propria e un altro corpo successivo, ad essa conglomerato; è composto da piano interrato, piano seminterrato, piano rialzato, primo e secondo piano e sottotetto.